# 7 Pomorska Brygada Obrony Wybrzeża

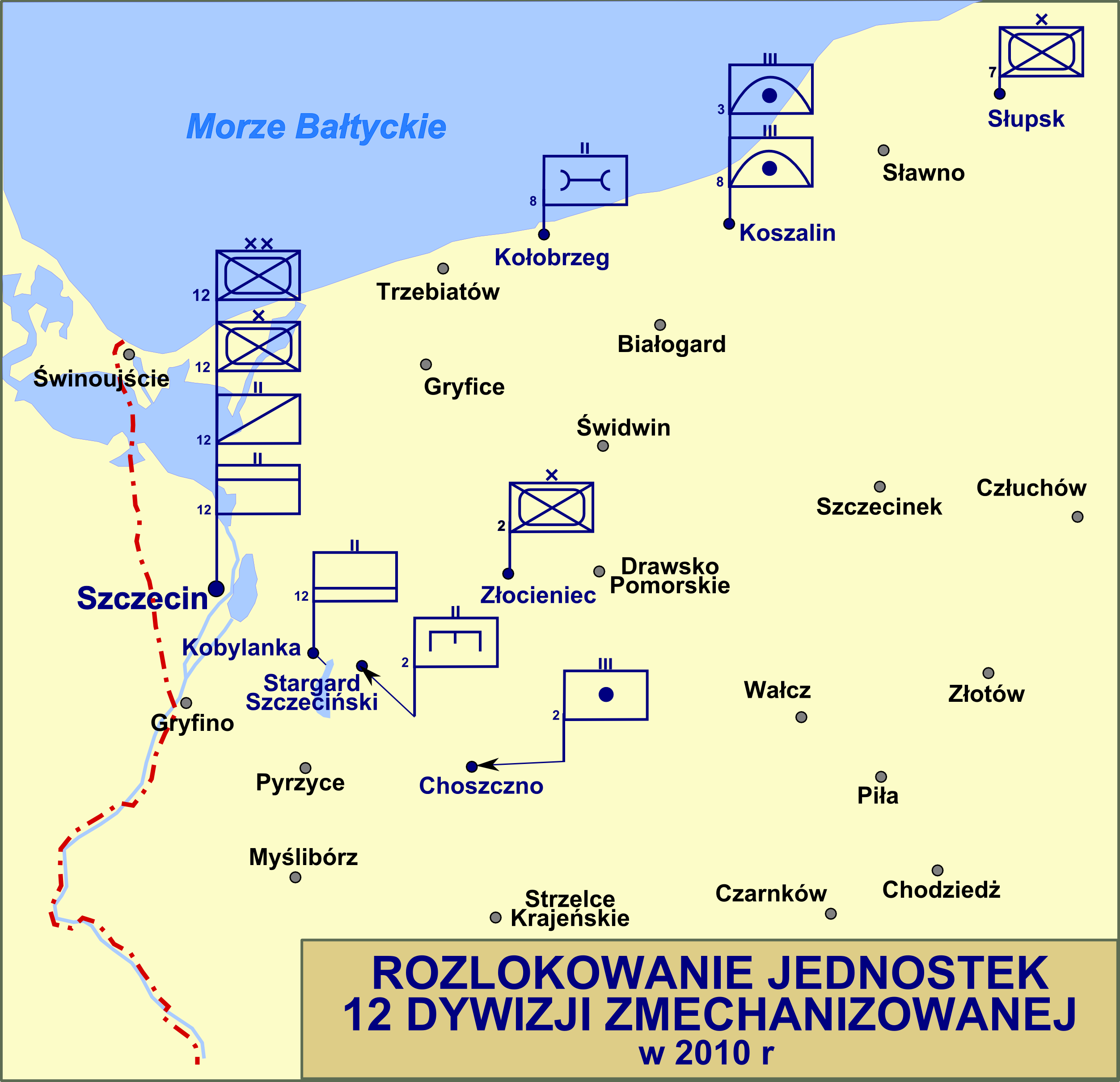
Rozlokowanie jednostek 12 DZ w 2010

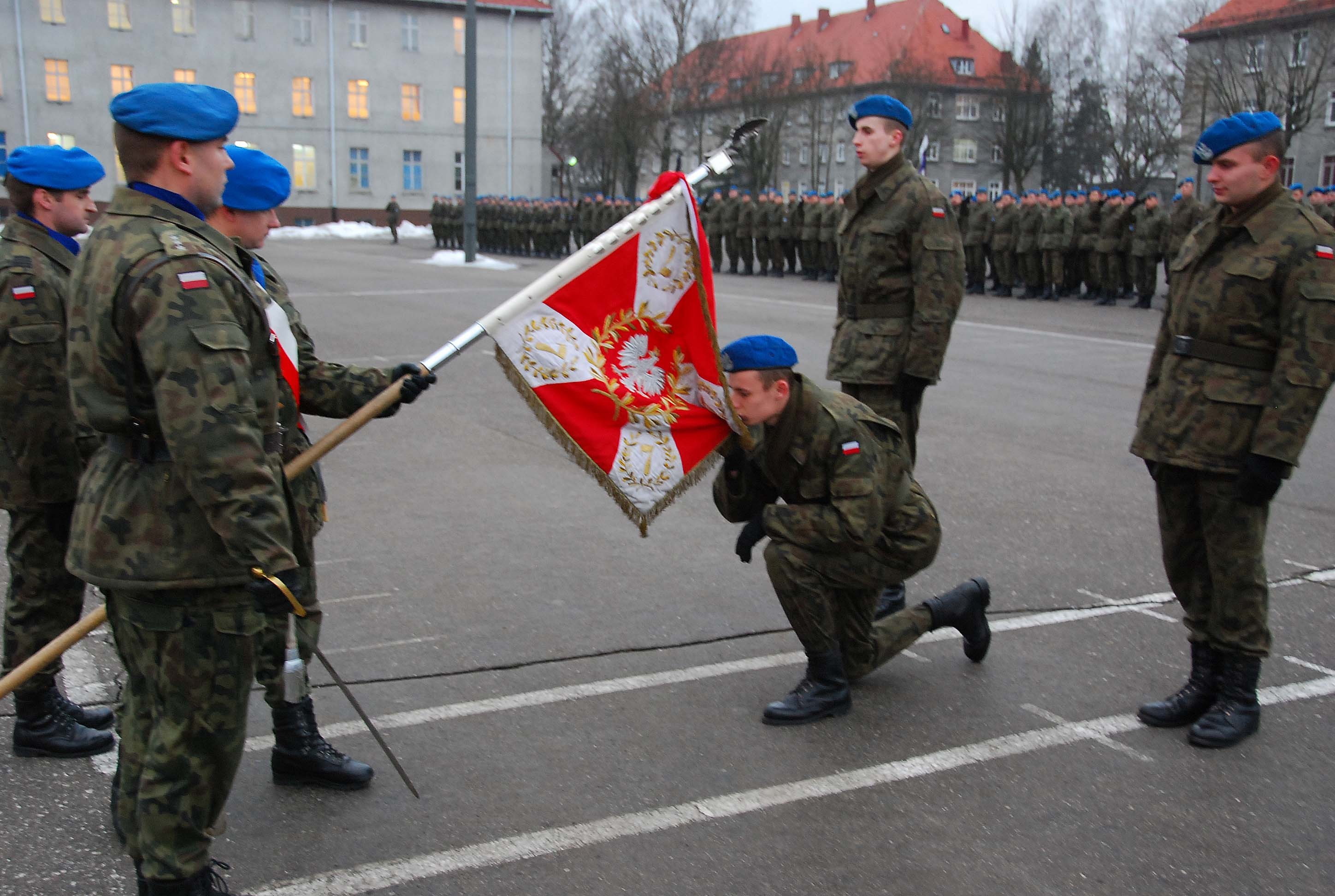
Sztandar 7 Pomorskiej Brygady Obrony Wybrzeża

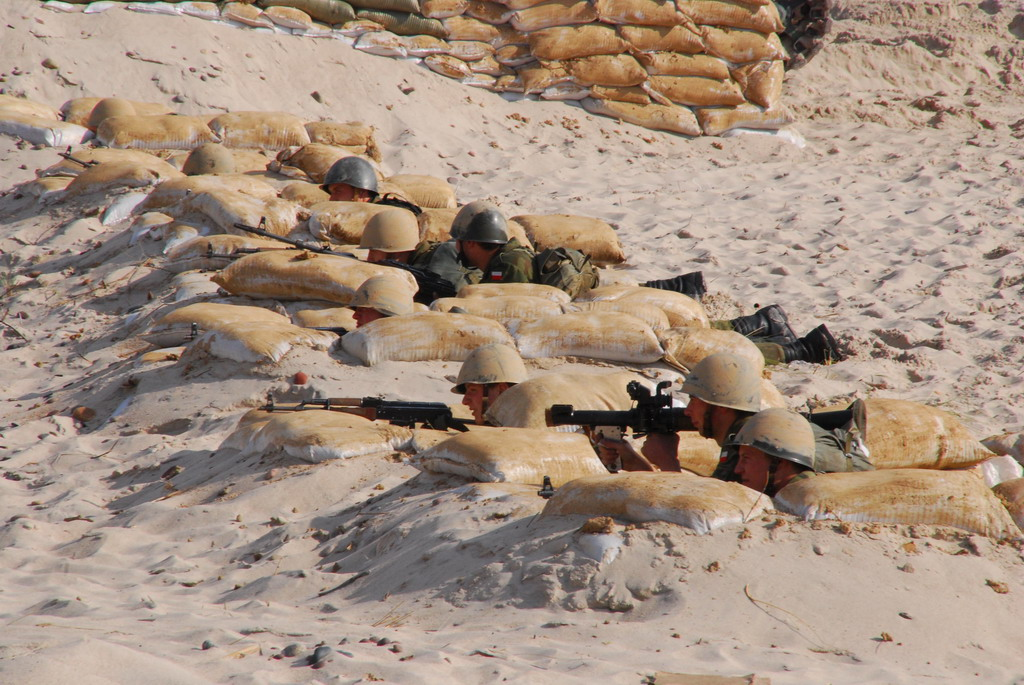
Żołnierze brygady w czasie ćwiczeń

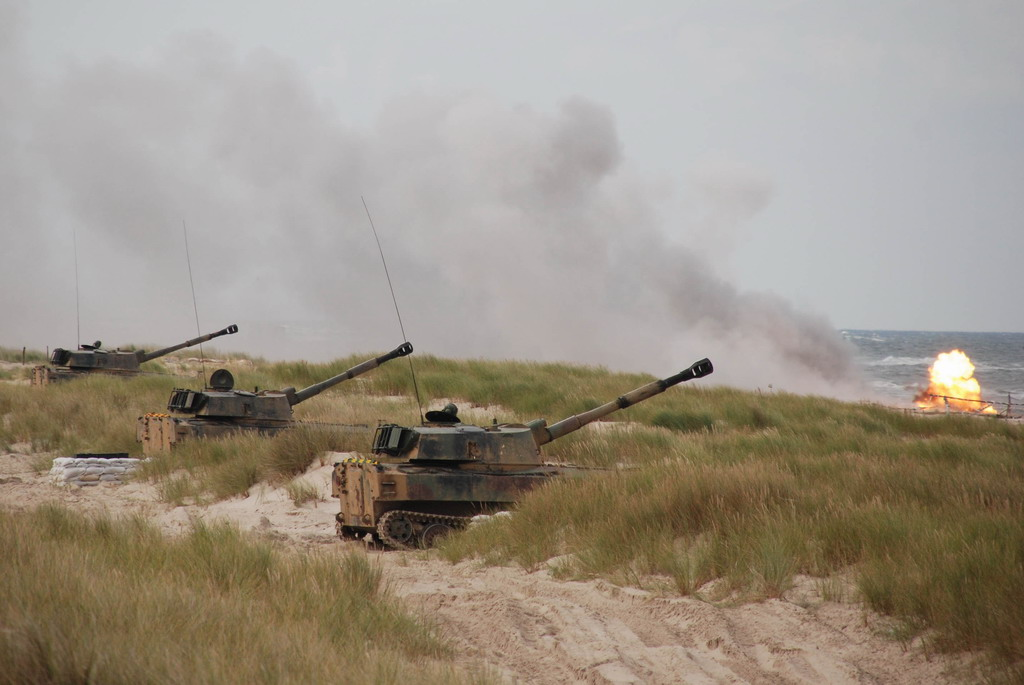
Strzelanie z samobieżnych haubic 2S1 Goździk

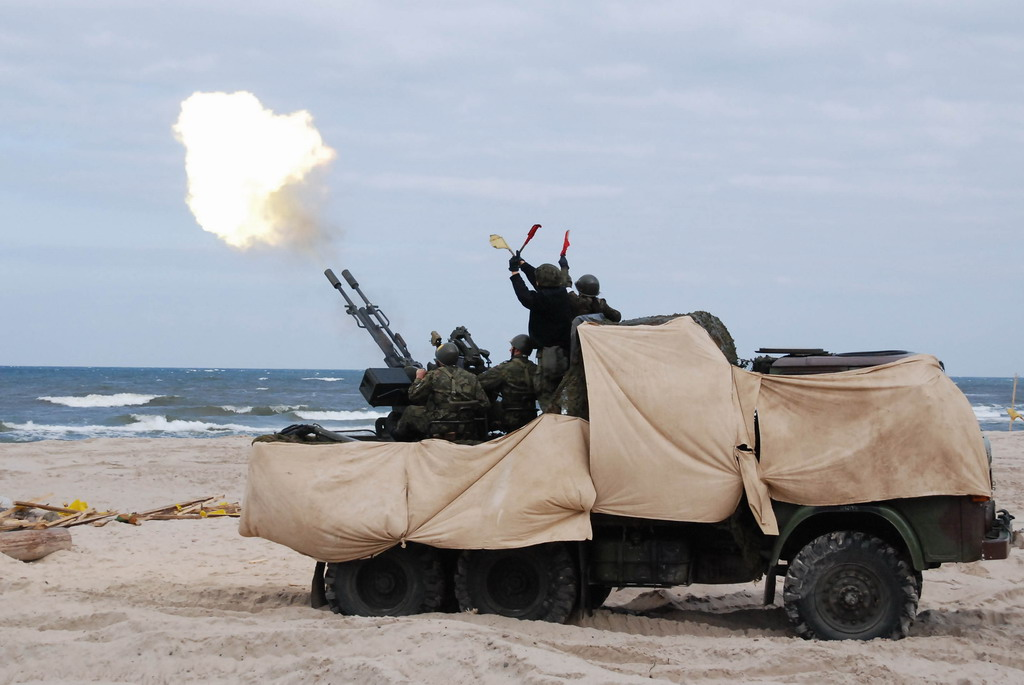
Strzelanie z samobieżnego zestawu przeciwlotniczego Hibneryt

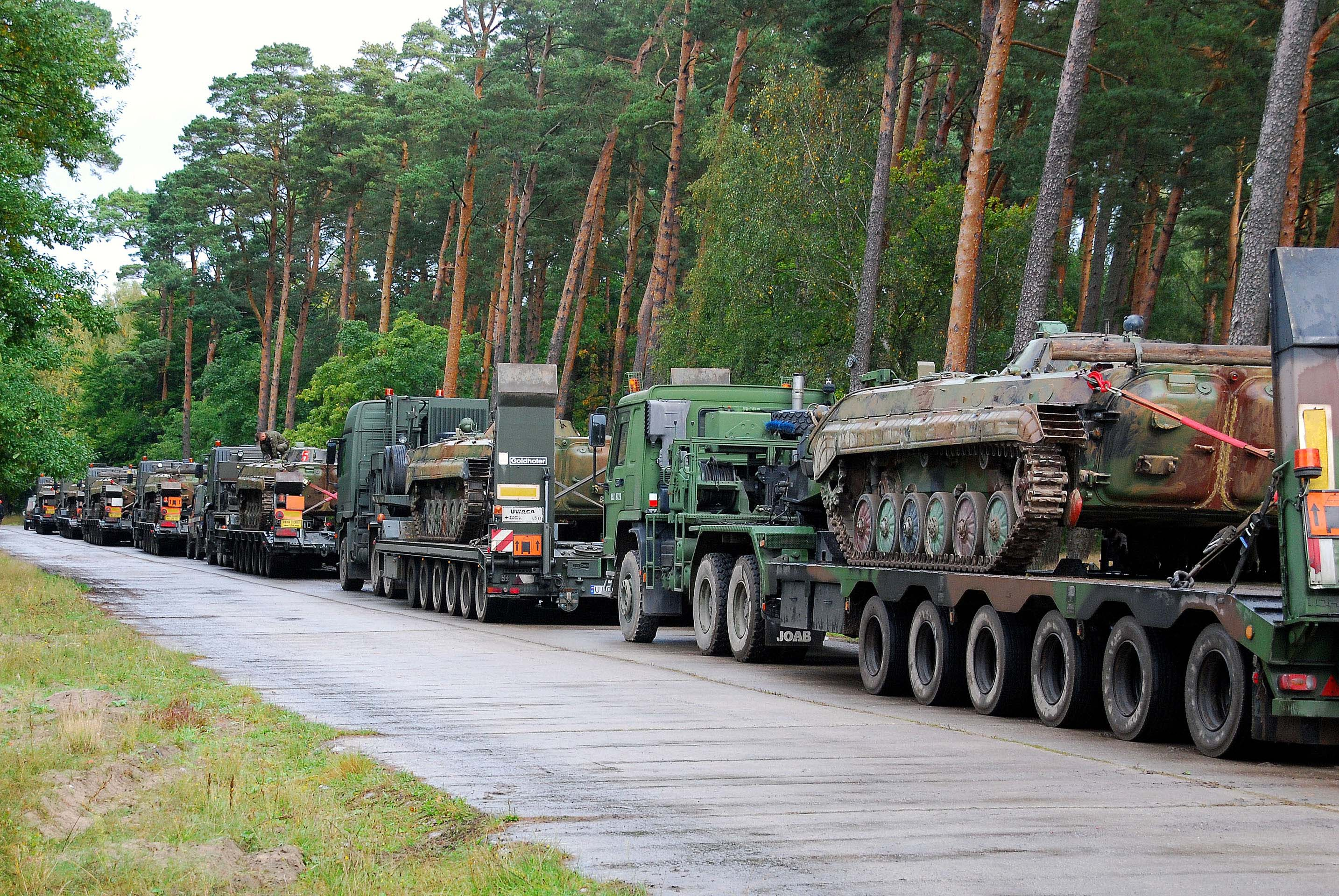
Transport pojazdów brygady podczas ćwiczeń Anakonda w 2008 roku

7 Pomorska Brygada Obrony Wybrzeża im. gen. bryg. Stanisława Grzmot-Skotnickiego (7 BOW) – zmechanizowany związek taktyczny Wojsk Lądowych.

## Formowanie i zmiany organizacyjne
Brygada powstała w 2001 roku, w wyniku przeformowania 7 Pomorskiej Brygady Zmechanizowanej im. gen. Stanisława Grzmot-Skotnickiego wchodzącej w skład 8 Dywizji Obrony Wybrzeża. W marcu 2004 roku brygadę włączono w skład 12 Dywizji Zmechanizowanej.
27 czerwca 2008 roku odbyła się uroczystość przekazania w podporządkowanie 7 Brygadzie Obrony Wybrzeża w Słupsku 1 batalionu Obrony Terytorialnej z Lęborka. Zgodnie z decyzją Ministra Obrony Narodowej 1 bOT z Lęborka zmienił nazwę na batalion zmechanizowany i stanowi organiczny pododdział 7 BOW.
W styczniu 2010 roku saperzy brygady wzięli udział w rozkruszaniu zatoru lodowego na terenie portu w Ustce. O udrożnienie ujścia Słupi poprosił burmistrz.
Decyzją nr 82/MON Ministra Obrony Narodowej z dnia 18 marca 2015 roku 1 Lęborskiemu batalionowi zmechanizowanemu wprowadzono proporzec rozpoznawczy.

## Tradycje brygady
Brygada dziedziczy tradycje dywizji i brygad oznaczonych numerem "7".
- 7 Brygada Kawalerii Narodowej 1794
- 7 Brygada Jazdy 1920
- Pomorska Brygada Kawalerii 1924
- 7 Dywizja Piechoty Armii Krajowej
- 7 Łużycka Dywizja Piechoty 1944
- 7 Łużycka Dywizja Desantowa 1963

W 1994 brygada, jeszcze jako 7 Brygada Zmechanizowana, przyjęła nazwę wyróżniającą Pomorska.
Święto brygady obchodzone jest 26 lipca.
Dywizjon artylerii rakietowej kontynuował tradycje 47 dywizjonu artylerii rakietowej 8 Dywizji Zmechanizowanej i 3 dywizjonu 4 Pułku Artylerii Mieszanej.

## Struktura organizacyjna (2013)
- dowództwo i sztab – Słupsk
- batalion dowodzenia
- batalion logistyczny
- 1 Lęborski batalion zmechanizowany im. gen Jerzego Jastrzębskiego – Lębork – tradycje 8 Pułku Strzelców Konnych
- 2 batalion zmechanizowany – Słupsk – tradycje 16 Pułku Ułanów Wielkopolskich
- 3 batalion zmechanizowany Legii Akademickiej – Trzebiatów tradycje 36 Brygada Zmechanizowana
- dywizjon artylerii samobieżnej
- dywizjon przeciwlotniczy
- kompania rozpoznawcza
- kompania saperów
- kompania medyczna

Uzbrojenie i wyposażenie: bojowy wóz piechoty – BWP-1, działo samobieżne – 2S1 Goździk, opancerzone samochody rozpoznawcze – BRDM-2, zestawy ppanc.- 9P133 – MALUTKA-P na BRDM-2, armaty przeciwlotnicze – ZU-23-2 i ZU-23-2T, zestaw przeciwlotniczy – Hibneryt, rakiety przeciwlotnicze – 9K32M Strieła-2, wozy dowodzenia – SKOT R-3M, R-2AM, R-1A, RWŁC, JAŚMIN, transporter rozpoznania inżynieryjnego – TRI, wóz pogotowia technicznego – WPT Mors, stacja radiolokacyjna -NUR-21.

## Dowódcy brygady
- płk Mieczysław Koziński (1994-1995)
- płk Krzysztof Makowski (1995-2000)
- płk Piotr Bucior (2000-2001)
- płk Krzysztof Łoniewski (2001-2002)
- gen. bryg. Andrzej Gwadera (2002-2005)
- gen. bryg. Grzegorz Duda (2005-2007)
- płk Dariusz Górniak (2007-2008)
- gen. bryg. Janusz Sobolewski (2008-2009)
- gen. bryg. Marek Mecherzyński (2009-2011)
- płk Sławomir Kowalski (od 2011-2013)[5][6]
- płk Rafał Ostrowski (2013)[6]
- płk Robert Orłowski (2013-2016)[7]
- gen. bryg. Rafał Ostrowski (2016-2020)[8][9][10]
- płk Michał Kuraczyk (2020-2021)[10]
- gen. bryg. Roman Kopka (2021-2024)[11]
- gen. bryg. Marcin Adamski (2024-)[12][13]